# Friedrich Jelpke
Friedrich Jelpke (* 12. April 1921 in Braunschweig; † 23. August 1983 in Pod Kcirjem, Jugoslawien) war ein deutscher Architekt, Landesplaner und Hochschullehrer.

## Leben
Jelpke legte 1939 das Abitur am Martino-Katharineum Braunschweig ab. Er studierte anschließend Architektur an der Technischen Hochschule Braunschweig. Nach dem Examen 1950 war er Assistent am Lehrstuhl für Städtebau der TH Braunschweig. Von Mai 1953 bis Oktober 1955 war Jelpke als freischaffender Architekt tätig. In dieser Zeit gewann er 14 Architektenwettbewerbe. Im Jahre 1955 folgte der Wechsel zur Salzgitter Wohnungs-AG, deren Technischer Vorstand er 1958 wurde. Zeitgleich vertrat er von 1959 bis 1962 an der TH Braunschweig den Lehrstuhl für Landesplanung, Städtebau und Wohnungswesen. Im Jahre 1968 wurde Jelpke Honorarprofessor und Geschäftsführer der Niedersächsischen Hochschulbaugesellschaft. Er verunglückte 1983 tödlich bei einem Jagdunfall in Jugoslawien.

## Bauten
Jelpke betreute zahlreiche öffentliche Bauten, darunter das Klinikum Göttingen und den Ausbau der Universitäten Oldenburg und Osnabrück. Für die junge Stadt Salzgitter plante er ab 1960 gemeinsam mit Studenten der TH Braunschweig die Trabantenstadt Fredenberg.